# 图皮拉马
图皮拉马是巴西托坎廷斯州的一个市镇。总面积712.202平方公里，总人口1405人，人口密度2人/平方公里。